# Bakonyoszlop
Bakonyoszlop es un pueblo ubicado en el distrito de Zirc, en el condado de Veszprém, Hungría.

## Superficie
Posee una superficie de 14,20 kilómetros cuadrados.

## Demografía
Hasta 2019 la población era de 433 habitantes, con una densidad de población de 30,49 habitantes por kilómetro cuadrado.